# Domachów
Domachów (do 1945 r. niem. Wilhelmsthal) – część wsi Walim położona w Polsce, w województwie dolnośląskim, w powiecie wałbrzyskim, w gminie Walim.

## Położenie
Domachów leży w Górach Sowich, na obrzeżu Parku Krajobrazowego Gór Sowich, w północnej części Walimia, u podnóża zachodniego stoku szczytu Brzeżnik, na wysokości około 570–590 m n.p.m. Osada jest położona przy lokalnej szosie łączącej Walimi z Lubachowem.

## Podział administracyjny
W latach 1975–1998 miejscowość należała administracyjnie do województwa wałbrzyskiego. Administracyjnie miejscowość jest wliczana w powierzchnię Walimia.

## Historia
Domachów powstał w drugiej połowie XVIII wieku jako kolonia Walimia, leżącego w dobrach von Zedlitza. W tym czasie miejscowość miała charakter rolno-przemysłowy, jej mieszkańcy zajmowali się głównie tkactwem chałupniczym. W 1840 roku było tu zaledwie sześć domów, w 1861 roku ich liczba wzrosła do dziewięciu. Po 1945 roku charakter miejscowości nie zmienił się, w latach 70. XX wieku wybudowano tu największe w Walimiu osiedle mieszkaniowe.